# Sveučilište u Leidenu
Sveučilište u Leidenu (latinski: Academia Lugduno-Batava; nizozemski: Universiteit Leiden; ranije: Rijksuniversiteit Leiden, skraćenica: LEI) osnovano je 1575. godine kao najstarija institucija visokog obrazovanja u Nizozemskoj. Sveučilište ima fakultete u Leidenu i kampus u Haagu, a 2019. je imalo 30869 upisanih studenata. Alumni sveučilišta dobitnici su 16 Nobelovih nagrada. Školarina za studente EU/EEA zemalja iznosi 2 tisuće eura, dok se školarina za ostale studente iz inozemstva kreće između 12 i 19 tisuća eura.